# 中尾山 (熊本県)
中尾山（なかおやま）は、熊本県水俣市にある山。標高は334m。

## 地理
水俣市市街地の東南に位置している。山頂からは水俣市の市街地、不知火海、天草の島々を眺望できる。
熊本県が指定する「熊本ふるさとの森林（もり）」に指定されており、植生ではマテバシイやアラカシ、ヤマモモなどの照葉樹林、スギやヒノキなどの針葉樹林がみられる。サクラの名所としても知られる。
山腹には中尾山運動公園や中尾山コスモス園がある。

## 中尾山公園
山頂周辺には中尾山公園が整備されており展望台が設置されている。駐車場から展望台までの230mの区間は、展望通路の中尾山スカイロードとなっている。
山頂付近には水俣病犠牲者の慰霊を目的とする仏舎利塔（高さ約21m、鉄筋コンクリート造）がある。この仏舎利塔は1971年（昭和46年）に市議会で市議が提案したものといわれ、1972年（昭和47年）に土地を所有する水俣市と当時の市長が会長を務めていた水俣仏舎利塔建設奉賛会の間で土地売買契約が交わされたものの、所有権移転登記がなされず登記上は市有地のままとなった。水俣市は付近で保安林の無断伐採や違法な造成工事があったとして仏舎利塔の撤去を求めている。